# Trybliophorus corallipes
Trybliophorus corallipes är en insektsart som först beskrevs av Gerstaecker 1889.  Trybliophorus corallipes ingår i släktet Trybliophorus och familjen Romaleidae. Inga underarter finns listade i Catalogue of Life.